# 4-أمينو حمض الساليسيليك
4-أمينو ساليسلك أسيد والذي يعرف أيضاَ ب –بارا أمينو ساليسلك أسيد- عبارة عن مضاد حيوي يستخدم بشكل أساسي في علاج مرض السل.
يستخدم 4-أمينو ساليسلك أسيد بالتزامن مع مضادات السل الأخرى لعلاج (مقاومة مرض السل للأدوية) ويستخدم أيضا كبديل لدواء (سلفاسالازين) لعلاج (داء الأمعاء الالتهابي) مثل (متلازمة كرون) و (التهاب القولون التقرحي) . يؤخذ 4-أمينو ساليسلك أسيد عن طريق الفم.
أهم الأعراض الجانبية : الغثيان , وجع المعدة , إسهال. أيضا يمكن أن يسبب التهاب الكبد وتفاعلات تسبب الحساسية. لا يوصف 4-أمينو ساليسلك أسيد للمرضى بالمراحل المتقدمة لأمراض الكلى . ولم يظهر الدواء أي أعراض جانبية للنساء الحوامل في الوقت الذي لم تجرى عليه دراسات كافية !
يُعتقد أن 4-أمينو ساليسلك أسيد يقوم بتثبيط قدرة البكتيريا على تصنيع حمض الفوليك .
4-أمينو ساليسلك أسيد صنع للمرة الأولى عام 1902 وأصبح يستخدم في المجال الطبي عام 1943. يعتبر 4-أمينو ساليسلك أسيد الدواء الأكثر فاعلية وأمان بين الأدوية المستخدمة في النظام الصحي المعلن في (قائمة الأدوية الأساسية في منظمة الصحة العالمية).
في عام 2005 تم تقدير كلفة علاج مرض السل إلى 2700 دولار أمريكي.

## الاستخدامات الطبية
أهم استخدام ل 4-أمينو ساليسلك أسيد هو علاج مرض السل.

### مرض السل
الأمينوساليسلك أسيد تم استخدامه عمليّا في العلاج عام 1944 . وهو المضاد الحيوي الثاني الذي تم استخدامه في علاج مرض السل بعد دواء (ستريبتومايسن). بارا أمينو ساليسلك أسيد اعتبر بمثابة علاج أساسي لمرض السل قبل اكتشاف داء (ريفامبيسين) و (بايرازيناميد) .
تعتبر قوة مفعول دواء بارا أمينوساليسلك أسيد أقل من الأدوية الخمسة المستخدمة حاليا لعلاج السل (آيزونيازيد , ريفامبيسين , إيثامبيوتول، بايرازيناميد , ستريبتومايسن) وسعره أعلى . لكنه ما يزال فاعل في استخدامه لعلاج (مقاومة مرض السل للأدوية) . بارا أمينو ساليسلك أسيد يستخدم دائما مع مضادات السل الأخرى.
جرعة الدواء لعلاج السل هي 150 مغ/كغ/يوم مقسمه إلى جرعتين إلى أربع جرعات في اليوم . الجرعة الاعتيادية للبالغين تكون حوالي 2 إلى 4 غرامات يوميا. تم بيعه في الولايات المتحدة الأمريكية تحت الاسم التجاري "Paser" على شكل حبيبات الامتصاص البطيء والتي يبلغ وزنها 4 غرامات . الدواء يجب أن يؤخذ مع طعام أو شراب ذا وسط حامضي (برتقال، تفاح , عصير طماطم). بارا أمينوساليسلك أسيد تم تحضيره مع تركيبة تضم الايزونيازيد تسمى (باسيناح، بايكاميسان).
الوكالة الطبية الأوروبية أوصت بمنح التصريح باستخدام باراأمينوساليسلك أسيد لعلاج (مقاومة مرض السل للأدوية) عند الأطفال والبالغين عندما تفشل الأدوية الأخرى في مقاومة مرض السل.

### داء الأمعاء الالتهابي
بارا أمينوساليسلك أسيد يستخدم أيضا لعلاج داء الأمعاء الالتهابي (متلازمة كرون والتهاب القولون التقرحي) ولكن قد حل محلها أدوية أخرى مثل (سلفاسالازين وميسالازين).
أخرى
تم التحقيق في استخدام بارا أمينوساليسلك أسيد في عملية إزالة معدن المنغنيز . وبعد 17 عام من المتابعة والبحث تبين أنه من الممكن أن يتفوق على بروتوكولات أخرى تستخدم لإزالة المعادن الثقيلة مثل إدتا.

## الأعراض الجانبية
أعراض تتعلق بالجهاز الهضمي (غثيان، قيء , اسهال) وهذه أعراض مشهورة ويمكن التغلب عليها من خلال استخدام التركيبة ذات الذوبان البطيء، وقد يؤدي للإصابة بالتهاب الكبد.
الأشخاص الذين يعانون من نقص انزيم (غلوكوز-6-فوسفات ديهايدروجينيز) عليهم أن يتجنبوا أخذ بارا أمينوساليسلك أسيد لأنه يؤدي لتحلل الدم.
ويعد الانتفاخ بالرقبة المتعلق بالغدة الدرقية أحد الأعراض الجانبية للدواء لأنه يعمل على تثبيط افراز هرمونات الغدة الدرقية .
من تفاعلات دواء بارا أمينوساليسلك أسيد تفاعله مع دواء (فينيتوين) حيث يعمل على رفع نسبته في الجسم، وكذلك تفاعله مع دواء (ريفمباسين) حيث يقلل نسبته إلى النصف.
صنفت منظمة الغذاء والدواء الأمريكية دواء بارا أمينوساليسلك أسيد لقائمة (C) فيما يتعلق في النساء الحوامل، حيث لا يوجد أي معلومات أكيدة فيما يتعلق بوجود ضرر على الأجنة .
علم الأدوية:
مع الحرارة يتم تكسير مركب الأمينوساليسلك أسيد ونزع الحمض الكربوكسيلي منه لإعطاء غاز ثاني أكسيد الكربون ومركب 3-أمينوفينول.
طريقة عمل الدواء:
يعتبر بارا أمينوساليسلك أسيد دواء أولي بحيث يدخل في عملية تصنيع الفوليك أسيد عن طريق انزيم (dihydropteroate synthase (DHPS)) وانزيم (dihydrofolate synthase (DHFS)) لإعطاء ( hydroxyl dihydrofolate antimetabolite) والذي بدوره يثبط (dihydrofolate reductase (DHFR).
تاريخيا:
بارا أمينوساليسلك أسيد تم تصنيعه لأول مره في عام 1902 على يد ( Seidel and Bittner) وتم إعادة اكتشافه على يد الكيميائي السويدي ( Jörgen Lehmann ) بناء على التقرير الذي أظهر أن البكتيريا المسؤولة عن مرض السل قامت بعملية التمثيل الغذائي لحمض الساليسليك .
جرب الكيميائي ( Lehmann ) في البداية دواء بارا أمينوساليسلك كدواء يؤخذ بالفم في عام 1944 وقد أظهر ذلك تحسن دراماتيكي لأول مريض تم تطبيق العلاج عليه.
أثبت الدواء الأفضلية على دواء ستريبتوميسن الذي كان يسبب سمية في الأعصاب ولأن مرض السل يقاوم دواء ستريبتوميسن بسهولة كبيرة.
في عام 1948 أثبت الباحثون في مجلس الأبحاث الطبي في بريطانيا أن علاج مرض السل عن طريق الجمع بين دواء ستريبتوميسن ودواء بارا أمينوساليسلك أسيد يعطي فاعلية أفضل من إعطاء أي منهما على حدى. وبهذا طوروا مبدأ الجمع في العلاج لمرض السل.
أسماء أخرى:
بارا أمينو ساليسلك أسيد ( PAS ) , أمينوساليسلك أسيد-4 (4-ASA), أو باختصار يرمز له ب (P)